# Романов, Михаил Иванович
Михаи́л Ива́нович Рома́нов (1938—2008) — российский советский спортсмен (очные и заочные шашки, шашечная композиция). Победитель полуфинала 2-го Кубка Мира (заочные шашки).
Мастер спорта России, международный мастер СЛШИ.
Судья Республиканской категории по русским и международным шашкам, тренер, педагог высшей категории.
Отличник физической культуры и спорта.
Автор более ста печатных работ, многих шашечных композиций, книг по русским и международным шашкам: «Древняя и мудрая» (Ступино, 2000 г.), «Двести победных партий» (Узловая, 2003 г.), «650 лет — 650 партий» (Москва, 2006 г).